# Enrique Flores Magón

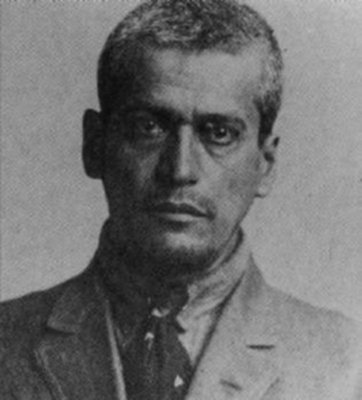
Enrique Flores Magón nel 1918

Enrique Flores Magón (Teotitlán de Flores Magón, 13 aprile 1877 – Città del Messico, 28 ottobre 1954) è stato un anarchico, rivoluzionario e giornalista messicano, uno dei tre Fratelli Flores Magón e uno degli ideatori dell'ideologia politica che da loro prese il nome, il Magonismo.

## Biografia
Flores Magón nacque a Teotitlán del Camino (ridenominata poi Teotitlán de Flores Magón, in onore suo e dei suoi fratelli), nello stato di Oaxaca, il 13 aprile del 1877, ultimogenito dei quattro figli (il secondogenito, Cipriano, nato nel 1872, morì poche settimane dalla propria nascita) di Teodoro Flores, militare liberale di etnia zapoteca, che in passato aveva combattuto, sino a raggiungere il grado di tenente colonnello, nelle file dell'esercito di Benito Juárez, e di Margarita Magón, nativa di Puebla de Zaragoza (nello stato di Puebla) e di origini miste spagnole e mazateche. Trascorse i suoi i primi anni di vita nello Stato in cui nacque, Oaxaca, finché non si trasferì con la famiglia a Città del Messico.

### L'inizio dell'attività politica
Nella capitale, ancora giovane studente, cominciò a partecipare alle manifestazioni contro la terza rielezione del presidente Porfirio Díaz, e a scrivere, coi suoi fratelli, in un periodico politico, El hijo de El Ahuizote. La sua attività gli costò, nel 1902, l'arresto e in carcere ebbe modo di approfondire le idee di autori anarchici come Pëtr Kropotkin, Errico Malatesta, Maksim Gor'kij e Pierre-Joseph Proudhon.

### L'attività negli USA
Una volta libero proseguì la sua attività di pubblicista e andò incontro a nuove condanne 
finché la repressione del regime lo costrinse a fuggire negli Stati Uniti. Qui partecipò, con i fratelli Ricardo e Jesus, alla creazione del giornale Regeneración, fu tra i fondatori del Partito Liberale Messicano e partecipò a redigerne il manifesto programmatico, pubblicato il 1º luglio 1906 nella città di Saint Louis nel Missouri. Il programma si poneva lo scopo prioritario di abbattere il regime porfirista e, nonostante le convinzioni anarchiche dei fondatori, aveva connotati sostanzialmente riformisti, pur perseguendo obiettivi sociali molto avanzati per il contesto in cui veniva proposto.

Enrique proseguì nella distribuzione di Regeneración negli Stati Uniti e in Messico attraverso una rete clandestina fino al 1917, anno in cui si separò dagli altri leader del partito.

### Il ritorno in Messico
Fece rientro in patria nel 1923 e nel 1933 fu tra i fondatori della Confederación Campesina Mexicana. Morì a Città del Messico nel 1954.